# 하투샤
하투샤(Ḫattuša) 혹은 하투샤슈(Hattuşaş)는 후기 청동기 시대 히타이트 제국의 수도였다. 현재의 터키 북동이며 중앙 아나톨리아의 초룸 주 보아즈칼레 마을 뒷편에 위치한다. 이전에는 보아즈쾨이라 불렸으며 초룸의 주도에서 90km 떨어져있다. 하투샤는 1986년 유네스코 세계유산으로 지정되었다.